# Sundtjärnen (Lima socken, Dalarna)
Sundtjärnen är en sjö i Malung-Sälens kommun i Dalarna och ingår i Göta älvs huvudavrinningsområde. Vid provfiske har abborre och gädda fångats i sjön.